# مارکت، شهرستان مکیناک، میشیگان
مارکت (به انگلیسی: Marquette Township) یک منطقهٔ مسکونی در ایالات متحده آمریکا است که در شهرستان مکیناک، میشیگان واقع شده‌است.
 مارکت ۳۵۲٫۸ کیلومتر مربع مساحت و ۶۵۹ نفر جمعیت دارد و ۱۹۷ متر بالاتر از سطح دریا واقع شده‌است.